# Ange de Saint Joseph
Ange de Saint Joseph (nom de seglar, Joseph Labrosse) (Tolosa de Llenguadoc, 1636 – Perpinyà, 29 de desembre de 1697) fou un missioner i lingüista francès. Cursà estudis i a continuació entrà en els Orde dels Carmelites descalços on prengué el nom d'Ange de Saint Joseph. Allà hi estudià filosofia i teologia. Desitjant marxar en missió d'evangelització a l'estranger, anà a Roma l'any 1662 per aprendre l'àrab amb Celestí de Santa Ludivina, germà del cèlebre orientalista Jacob Golius.
El papa Alexandre VII decidí d'enviar-lo al Llevant (Xam) amb tres altres germans carmelites, abandonant Roma el 12 de novembre de 1663 cap a Esmirna i a continuació cap a Esfahan la capital de l'Imperi safàvida on arribaren el dia 4 de novembre de 1664.
Allà, el pare Àngel de Sant Joseph hi aprèn el persa d'un pare carmelita portuguès. Durant catorze anys es quedà a Pèrsia i a l'Aràbia, com a prior del convent d'Esfahan a continuació de Bàssora. Però quan els turcs conquereixen la ciutat de Bàssora, els missioners cristians envien el pare Ange a Constantinoble per a obtenir del sultà la seva protecció. A tal fi es feu ajudar per l'ambaixador de França a Constantinoble.
Abandona Bàssora el 13 d'abril de 1678 i arriba el 4 de novembre a Constantinoble. És rebut per Mr de Nointel, qui li dona suport en els seus tràmits, i obté de les autoritats turques les autoritzacions demanades. A la ciutat, coincideix amb el cardenal Cibo qui li indica que el papa Innocenci XI el demana a Roma. El pare carmelita embarca llavors el 21 de març cap a Roma, però les males condicions de navegació no li permeten d'arribar-hi fins al 18 de novembre. El papa el rep i li demana de publicar la seva obra sobre la llengua persa. Es trasllada a París l'any 1680 per a trobar-hi un editor.
Arribat a París, obté les autoritzacions per a la seva publicació i fa publicar l'obra. A continuació el general de l'Ordre del Carmel el crida a Brussel·les i el nomena visitant de les missions d'Holanda (és a dir, visitant dels convents de carmelites instal·lats a la província d'Holanda). A continuació és enviat a Anglaterra que ha d'abandonar després d'algun temps per a refugiar-se a Irlanda. És reclamat a França, al convent de Perpinyà per ser-ne el prior, i a continuació assumeix diversos càrrecs a la regió abans de ser-ne nomenat provincial l'any 1697. En el moment d'una de les seves visites al convent de Perpinyà, cau malalt i hi mor el 29 de desembre de 1697.